# Underclassman
Underclassman (bra: Um Tira Acima da Média; prt: Desclassificado) é um filme americano de comédia e ação, lançado em 2005 e dirigido por Marcos Siega.

## Sinopse
Tracy "Tre" Stokes (Nick Cannon) é um policial que trabalha para o Departamento de Polícia de Los Angeles e sonha em tornar-se detetive, mesma profissão que seu pai exercia, mas seu mentor, o capitão Victor Delgado (Cheech Marin), acredita que o rapaz não estava pronto devido ao comportamento dele.
Após a morte de um estudante na Westbury School, Tre se oferece para atuar na investigação e Delgado reluta em dar uma chance. Se infiltrando como um aluno, decida investigar o envolvimento da escola com uma quadrilha envolvida em roubos e tráfico de drogas. Sem saber que o novo "colega" era um policial, os estudantes não o aturavam, enquanto Tre se envolveria com outros problemas, como se aproximar de Rob Donovan (Shawn Ashmore), o principal suspeito dos crimes; atender às expectativas de Karen (Roselyn Sánchez), a professora de espanhol, até lutar para jogar no time de basquete da escola.

## Elenco
- Nick Cannon - Tracy "Tre" Stokes
- Shawn Ashmore - Rob Donovan
- Roselyn Sánchez - Karen Lopez (professora de espanhol)
- Kelly Hu - Lisa Brooks
- Ian Gomez - Detetive Gallecki
- Hugh Bonneville - Felix Powers (diretor da Westbury School)
- Cheech Marin - Capitão Victor Delgado
- Johnny Lewis - Alexander Jefferies
- Angelo Spizzirri - David Boscoe
- Seth "Vishiss" Holland - Edward Murdock
- Adrian Young - Jose
- Don McManus - Julian Reynolds
- Mary Pat Gleason - Sra. Hegarty
- Sarah Jane Morris - Jamie (não creditada)
- Art Bonilla - Cuervo
- Bart McCarthy - Conde
- Peter Bryant - Michael Barry
- Sam Easton - Oliver Horn
- Kaylee DeFer - Des
- MyCale Guyton - April
- Nicole Garza - Candice
- Pete Kasper - Professor de botânica
- NiCole Robinson - Professora
- J.R. Dyer - Professor de matemática
- Duke Shibley - Aluno de matemática
- Wayne King - Árbitro
- Terry Chen - Sleepy Jones
- Keith Dallas - Melvin
- Jamie Kaler - Policial da praia
- Dan Mellor - Oficial da célula de detenção
- Ben Cotton - Frequentador de rave
- Adrian Glynn McMorran - Comprador
- Brandy Kopp - Garota do ensino médio
- Madeline Brown - Garota do ensino médio
- Zak Santiago - Anderson
- Christopher Rosamond - Smith
- Dan Shea - Weston
- Biski Gugushe - Despachador
- Angelo Fierro - Paramédico
- Rob Bruner - Todd
- Amber Havens - Garota do ensino médio (não creditada)
- Courtney Heath - Aluna (não creditada)
- Kristin McCoy - Aluna (não creditada)
- Chris Leone - Aluno (não creditado)
- David Michie - Policial de bicicleta (voz, não creditado)
- Mark Pinkosh - Professor (não creditado)
- Lincoln Thompson - Motorista de BMW (não creditado)

## Produção
Em junho de 2003, o produtor de videoclipes Marcos Siega foi anunciado como diretor do filme. Shawn Ashmore, intérprete do personagem Rob Donovan, se juntou ao elenco 2 meses depois.

## Recepção

### Resposta da crítica
Underclassman recebeu críticas negativas: o Rotten Tomatoes dá ao filme uma pontuação de apenas 6%, classificando-o como "uma cópia desgastada de Beverly Hills Cop e 21 Jump Street", enquanto o Metacritic deu 20 críticas negativas e 5 médias, rendendo uma pontuação geral de 19.